# کنگس
کنگس (به لهستانی:  Knis) یک روستا در لهستان است که در گمینا رن واقع شده‌است. کنگس  ۸۰ نفر جمعیت دارد.